# Ritorno a Peyton Place (romanzo)
Ritorno a Peyton Place (Return to Peyton Place) è un romanzo del 1959 di Grace Metalious. 
È il sequel di I peccati di Peyton Place (Peyton Place) del 1956, il best seller di esordio della scrittrice.
Il romanzo, spesso edito insieme al volume precedente,  ha avuto traduzioni in dodici lingue. Il regista José Ferrer ne trasse nel 1961 il film omonimo.

## Edizioni in italiano
- Grace Metalious, Ritorno a Peyton Place: romanzo, Longanesi, Milano 1960
- Grace Metalious, Ritorno a Peyton Place: romanzo, traduzione di Adriana Pellegrini, Longanesi, Milano 1967
- Grace Metalious, Ritorno a Peyton Place: romanzo, traduzione di Adriana Pellegrini, Biblioteca universale Rizzoli, Milano 1982